# 黃蘭葉
黃蘭葉（1959年—），臺灣台中人，1995年，黃蘭葉自行創立「黃璟有限公司」，為台灣唯一以緙絲經營團隊者，2015年經台中市登錄認定為傳統工藝緙絲保存者。2020年獲中華民國文化部登錄認定為重要傳統工藝緙絲保存者。